# Helen Nicoll
Helen Nicoll (10 de octubre de 1937 - 30 de septiembre de 2012) fue una autora inglesa de libros infantiles.

## Trayectoria
Helen Nicoll fue una escritora inglesa de libros infantiles. 
Estudió en Blackwell y luego en la Badminton School de Bristol. Durante un año estudió violín en Dartington Hall en Devon.
Su obra más conocida es la serie Meg y Mog. En total, escribió 17 libros. Trabajó con Jan Pienkowski (ilustrador) durante más de cuarenta años en sus libros. En 1983, fundó una compañía de audiolibros llamada Cover to Cover. Fue comprada por BBC Worldwide en 2000.
Respecto a su vida personal, Helen se casó con Robert Kime, diseñador de interiores y anticuario, en 1970. Tuvieron una hija y un hijo.